# Препароване фортепіано
Препароване (підготовлене) фортепіано (англ. Prepared piano) — це таке фортепіано, між струнами та поверх молоточків якого ставлять різні дрібні предмети (наприклад монети, цвяхи), внаслідок чого відбувається зміна звучання, яке нагадує перкусійні інструменти. Таке звучання є неповторним, і залежить від препарації (підготування фортепіано), яке займає багато часу. Партитура для такого фортепіано записується традиційним способом, де включена схема препарації. Винахідником вважається Джон Кейдж, який винайшов його в 1940 році.

## Історія створення

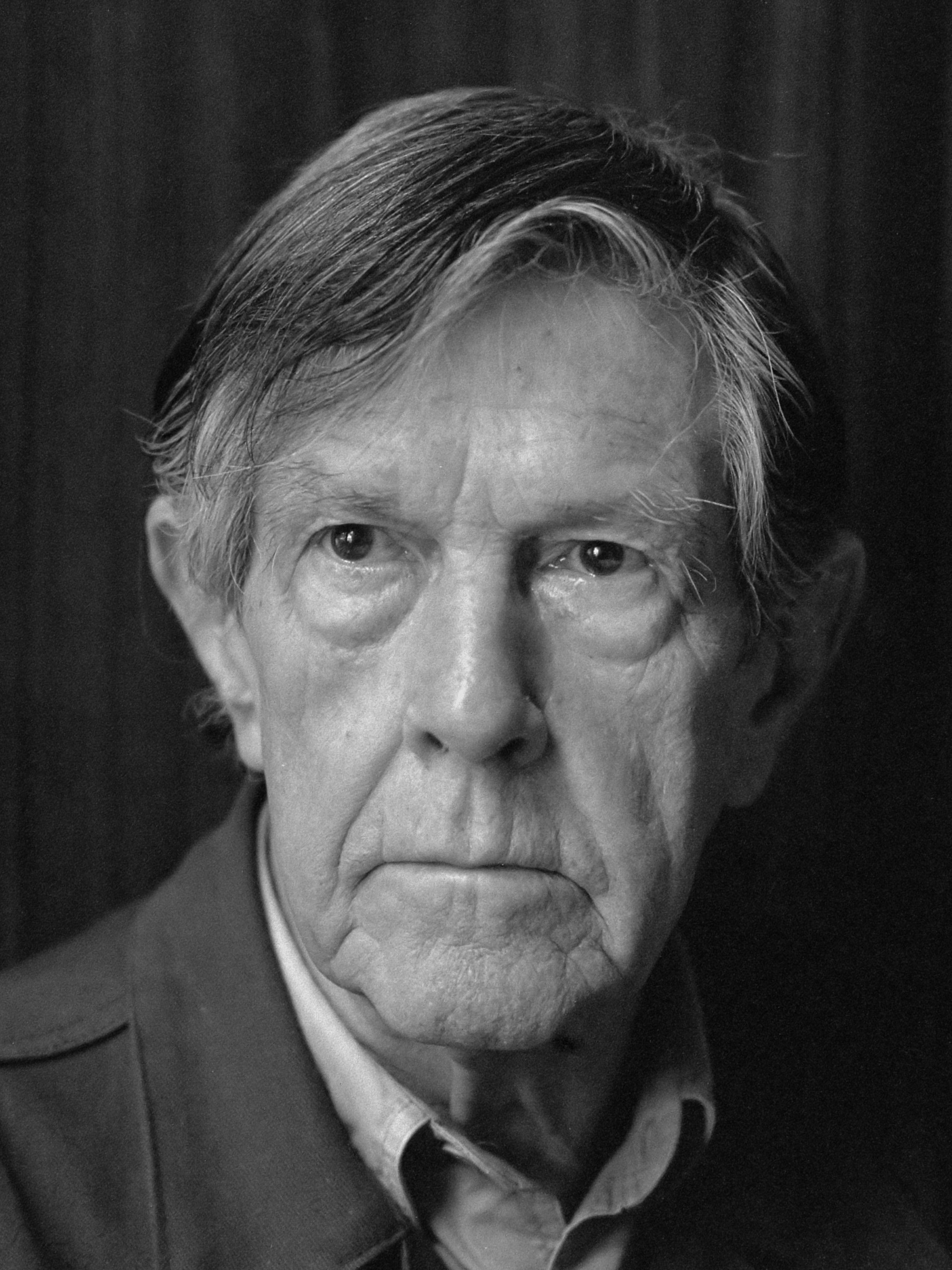
Джон Кейдж вважається винахідником препарованого фортепіано

В 1938 році Театр Мінака замовив Джону Кейджу написати музику до танцю «Вакханалія», котрий танцювала Сивілла Форт. Препароване фортепіано було винайдене із власних потреб Кейджа в композиції в пошуку ударного звуку. Оркестрової ями в театрі не було, а розміщення ударної секції на сцені могло значно заважати С. Форт під час танцю. Проте перед сценою з одного боку стояло фортепіано.Щоб вирішити цю проблему Кейдж захотів змінити фортепіано щоб досягти потрібних звуків.  Такий прийом видозміни звуку він бачив вже раніше у Генрі Коуелла, котрого називав своїм попередником, та Еріка Саті, котрий ще в 1913 році виконував на препарованому фортепіано «шість крихітних танців» до своєї п'єси «Пастка Медузи» Експеримент зі зміною звуку почався, коли Кейдж поставив на струни фортепіано звичайну тарілку, і почав натискати на клавіші. Дж. Кейдж побачив, що при додаванні предметів в інтрер'єр фортепіано на струни, під струнами чи між струнами, молоточками сильно змінюється звук інструмента. Різні матеріали створювали різні ефекти, деякі дзвонили, інші глушили чи були ударними. Для цього Кейдж використовував різні гайки, шурупи, болти, також шматочки пластику та резини. Розмір, вага деталей впливала на кінцеве звучання фортепіано. В кінцевому результаті це призвело до створення Кейджом сонат для препарованого фортепіано, котрі включали в себе схему того, як правильно «підготувати» фортепіано для досягнення потрібного звуку. Система включає в себе: ключ який вказує на ноту, бажану деталь, предмет який має бути розміщений в середині фортепіано, струна на якій має біти розміщено предмет (або між якими струнами), та відстань на якій вони мають бути розсташовані від демпфера.

## Інші роботи
В 1951 р. композитор Крістіан Вулф у своєму творі «Для препарованого фортепіано» використовує інший підхід у написанні для підготовленого фортепіано. В той час, коли фігури Кейджа можуть бути ритмічними, а інколи і механічними — Вулф фокусує свою увагу на динамічних варіаціях. Це не означає що Кейдж не допускає динамічних змін у своїх препарованих фортепіанних творах (він робить, особливо у своїх Сонатах і Інтерлюдіях 1946-48рр.), але він фокусується на ритмі і структурі.
Японський композитор Тосіро Маюдзумі (1929-1997) рано занурився в західну авангардну музику. Його надихала робота Кейджа з препарацією фортепіано для створення моторошних, атмосферних звуків, які Маюдзумі передавав у своїй кінематографічній музиці.
В 1977 році естонський композитор Арво Пярт написав «Tabula Rasa», подвійний концерт для двох соло-скрипок, препарованого фортепіано та камерного оркестру.
Препароване фортепыано також використовувалося деякими авангардистами в другій половині ХХст. Джон Кейл включив підготовалене фортепіано у Velvet Underground & Nico's «Всі завтрашні вечірки» (1967) і Браян Іно виводить його у «Маленькі риби» (1975)
Останнім часом, сучасні композитори такі Волкер Бертлеманн і (a.k.a. Hauschka)  і Маріо Маріані, знайшли нові способи створення еститечно авантюрного методу композиції на препарованому фортепіано. Ця сучасна робота трохи відходить від першопочаткового авангардного бачення Кейджа  і рухається в бік більш емоційної, більш керованої тональної палітри.

## Основні вимоги препарації
Хоч теоретично будь-який предмет може бути використаний для препарації фортепіано, то практично ці предмети мають мати певні якості:
- Вони розташовуються безпосередньо на струнах, та між струнами фортепіано;
- Вони мають знаходитися на чітко відведеному місці всередині фортепіано;
- Вони (зазвичай) не повинні зміщуватися зі свого місця під час гри;
- Вони мають від'єднуватися з поверхні струн (тобто бути розташованими таким чином, щоб після гри, фортепіано можна було повернути в початковий стан, без нанесення якихось пошкоджень для інструменту).

В більшості випадків після препарації фортепіанної струни безповоротно змінюється її оригінальний тембр, хоча бувають і виключення. Різні композитори можуть налаштовувати чи розробляти свої особисті схеми препарації фортепіано, включаючи графічний запис та нотні партитури, але схема запису Кейджа є найдосконалішою.